# Хюттельдорф

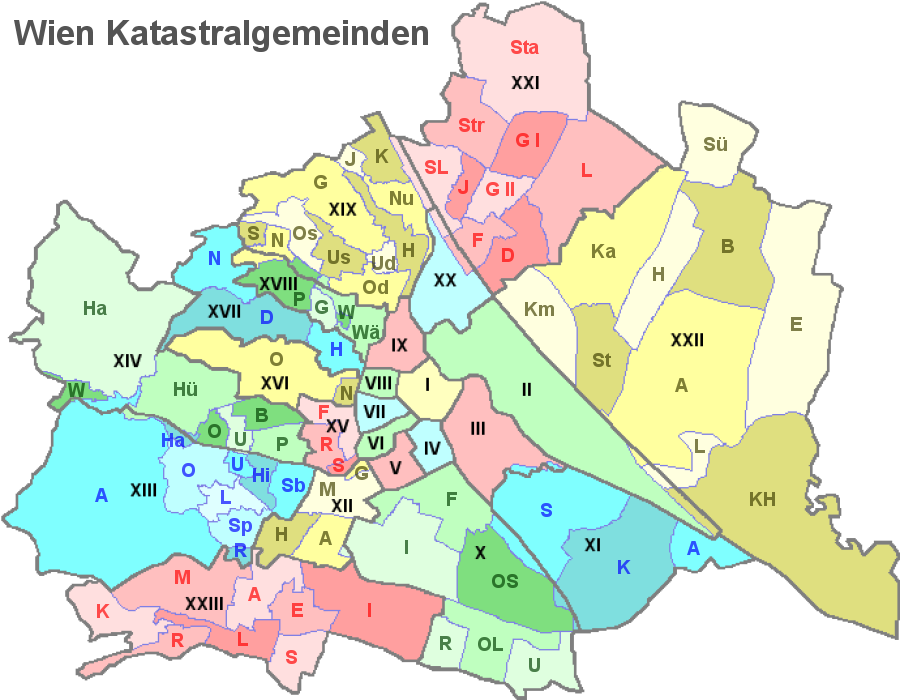
Кадастровые кварталы Вены

Хюттельдорф (нем. Hütteldorf) — венский округ, является частью Пенцинга — 14-го района Вены.
До 1891 года был независимым муниципалитетом, в настоящее время является одним из 89 кадастровых кварталов Вены.

## География
Округ Хюттельдорф расположен в центре района Пенцинг. Занимает площадь 635,47 га, из которых 20 га лежат за рекой Вена в районе 13-го района.

## История
Хюттельдорф был основан в XI веке и впервые упоминается в 1170 году как Утендорф (Utendorf ) — название происходит от дворянской семьи Утендорфер (Utendorfer).
В 1356 году Хюттельдорф стал самостоятельным приходом. В 1599 году его одноимённый завод получил лицензию на производство пива с названием «Hütteldorfer». Также здесь росли виноградники. На долгое время развитие Хюттельдорфа задержали турецкие войны и разразившаяся чума. 
В 1891 году Хюттельдорф был включен в состав 13-го района Вены — Хитцинг. После аншлюса Австрии в 1938 году, он был включен в созданный 14-й район Вены.